# Verenigde Staten op de Olympische Zomerspelen 1932
De Verenigde Staten was de gastheer van de Olympische Zomerspelen 1932 in Los Angeles. Er werden 103 medailles gewonnen waarvan 41 keer goud.
Eleanor Holm werd olympisch kampioene in het zwemmen op de 100 m rugslag en zou later, net als Johnny Weissmuller, in Tarzanfilms meespelen. Zij speelde daarin de rol van Jane.
Wederom was er veel goud bij de atletiekonderdelen. De 100 en 200 meter werden gewonnen door Eddie Tolan. De 400 meter werd gewonnen door Bill Carr, die meteen ook een nieuw wereldrecord liet optekenen (46,2).

## Medailles
De onderstaande lijst is onvolledig.

### 1Goud
- John Anderson - Atletiek, discuswerpen mannen
- Buster Crabbe - Zwemmen, 400 meter vrije slag mannen

### 2Zilver
- Ralph Metcalfe - Atletiek, 100 m mannen

### 3Brons
- Herbert Wildman, Wally O'Connor, Cal Strong, Philip Daubenspeck, Charles McCallister, Charles Finn en Austin Clapp — Waterpolo, mannentoernooi
- Ralph Metcalfe - Atletiek, 200 m mannen

Argentinië · Australië · België · Brazilië · Brits-Indië · Canada · Colombia · Denemarken · Duitsland · Estland · Filipijnen · Finland · Frankrijk · Griekenland · Groot-Brittannië · Haïti · Hongarije · Ierland · Italië · Japan · Joegoslavië · Letland · Mexico · Nederland · Nieuw-Zeeland · Noorwegen · Oostenrijk · Polen · Portugal · Republiek China · Spanje · Tsjecho-Slowakije · Uruguay · Verenigde Staten · Zuid-Afrika · Zweden · Zwitserland